# Letiště Medlánky
Letiště Medlánky este o arie protejată (sit de importanță comunitară — SCI) din Republica Cehă întinsă pe o suprafață de 25,36 ha, integral pe uscat.

## Localizare
Centrul sitului Letiště Medlánky este situat la coordonatele 49°14′13″N 16°33′23″E / 49.236944°N 16.556389°E.

## Înființare
Situl Letiště Medlánky a fost declarat sit de importanță comunitară în mai 2016 pentru a proteja 1 specie de animale.

## Biodiversitate
Situată în ecoregiunea continentală, aria protejată nu include niciun habitat protejat.
La baza desemnării sitului se află o specie protejată de  mamifere: popândău (Spermophilus citellus).